# Сієнське Паліо

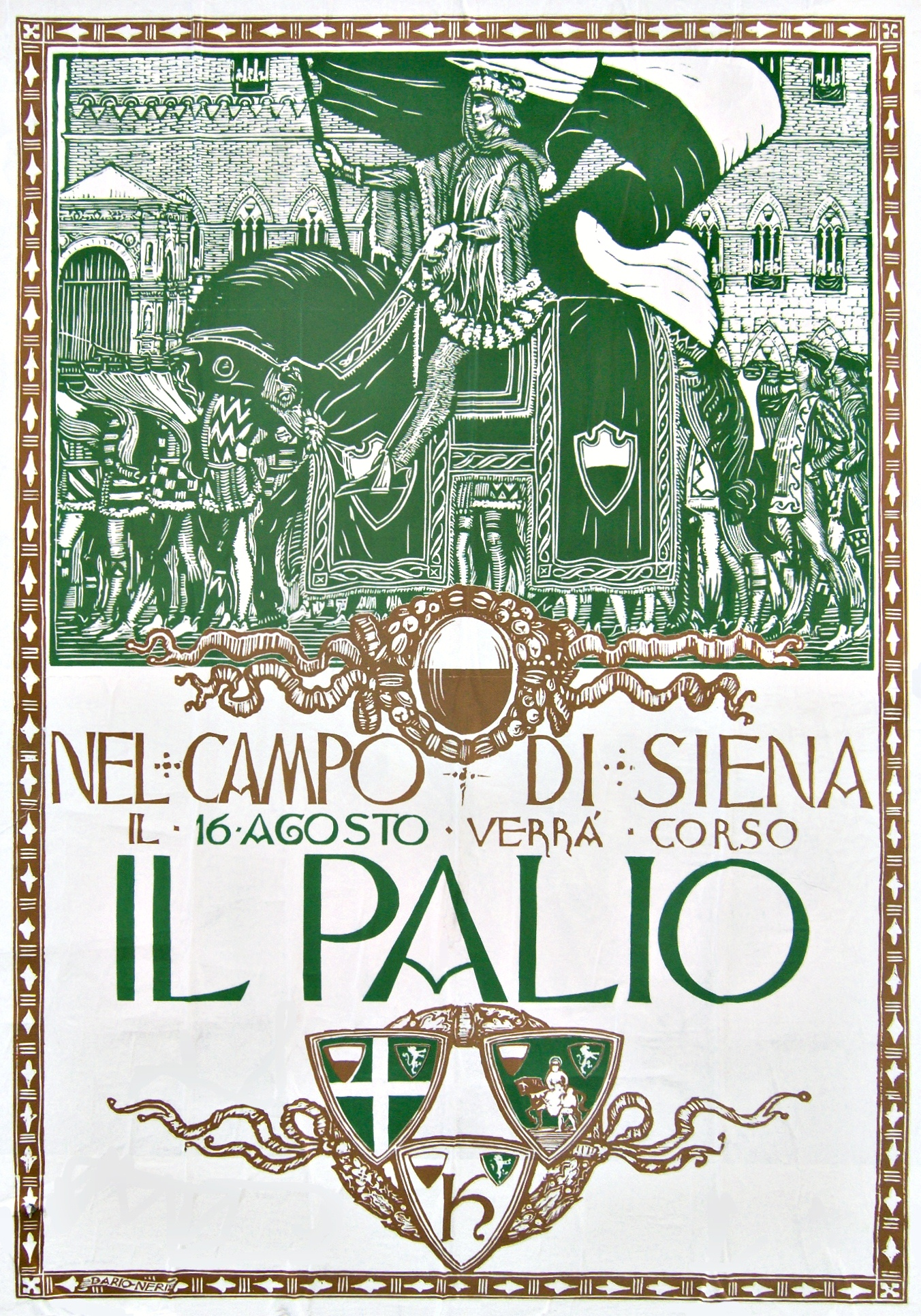
Афіша перегонів, 16 серпня 2006р.

43°19′06″ пн. ш. 11°19′53″ сх. д. / 43.318333333333° пн. ш. 11.331388888889° сх. д.
Сіє́нське Па́ліо (італ. Palio di Siena або Il Palio) — традиційні кінні перегони, що відбуваються в італійському місті Сієна. 

## Походження назви
Слово паліо (palio), походить від лат. pallium (палій), як правило, дуже тонка тканина, плащ. Пізніше слово також отримали значення прапор, знамено або штандарт. Переможець Паліо отримує кольоровий прапор (званий Palio). Це прапор виготовляється з шовку і кріпиться на алебарді. Мотивом для рисунку використовуються Мадонна та символи районів міста, що беруть участь в змаганні.
У Сієні призначалась для церкви району, що переміг перегони. Використовувалась як для прикрашання самого храму, так і для інших подібних цілей. Такою матерією до недавнього часу був оформлений вівтар церкви Сан-Джузеппе, контради Онда. Парафії та чернечі ордени забезпечували підтримку змагань. Тому, в разі перемоги, приз вручався церкві району на знак подяки.

## Верхогони

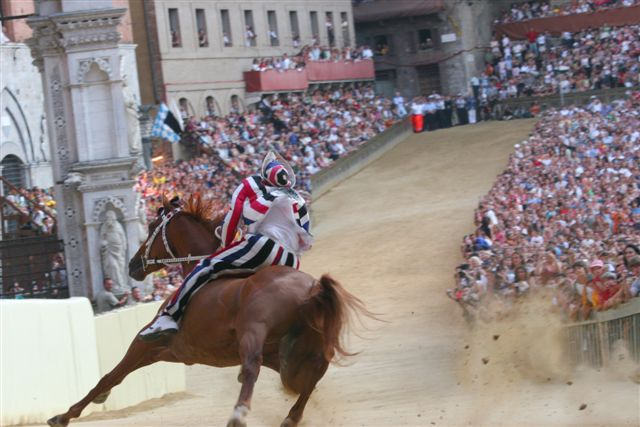
Сцена перегонів на Площі дель Кампо.

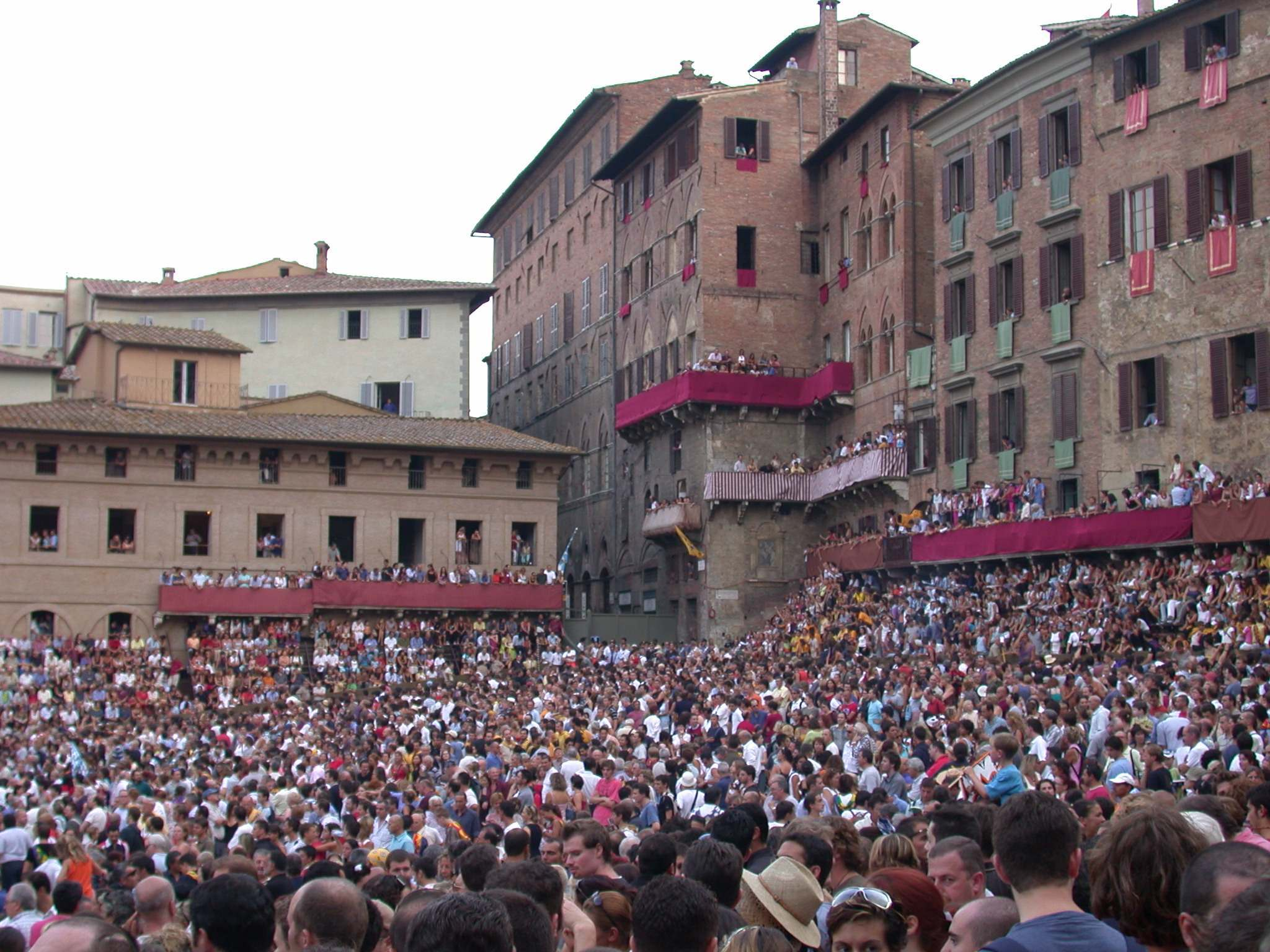
Тисячі глядачів на П'яцца-дель-Кампо під час свята.

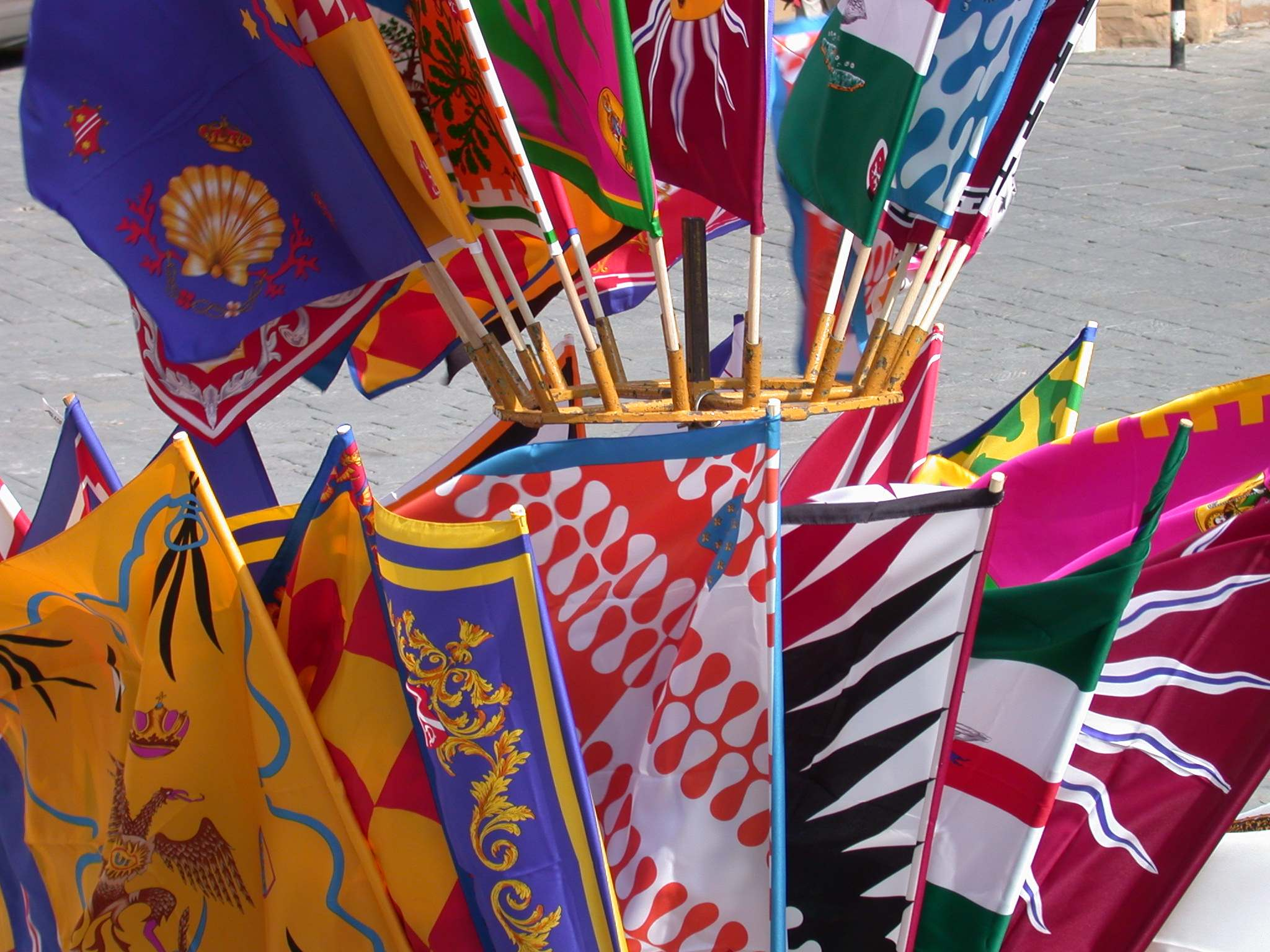
Прапори і герби контрад

Змагання, які називають ще «Carriera» (місце для кінних перегонів), відбуваються двічі на рік. «Паліо ді Провенцано» (Palio di Provenzano) проводиться 2 липня на честь покровительки Сієни Мадонни ді Провенцано, а «Паліо делла Ассунта» (Palio dell'Assunta) — 16 серпня на честь свята Успіння Богородиці. Окрім того, перегони присвячуються певним подіям, як, наприклад, висадці «Аполлон-11» на Місяць у 1969 р., 100-річчю об’єднання Італії, відзначенню вступу у нове тисячоліття у 2000 р. Рішення про проведення позачергових змагань ухвалює громада Сієни.
Перегонам передує ритуал, Кортео Сторіко, що притягає глядачів з усього світу. 
Самі змагання, під час яких вершники управляють неосідланими кіньми, включають в себе три кола по Площі дель Кампо, яку спеціально вкривають 20-сантиметровим шаром ґрунту (суміш туфу з піском). Ширина траси - 7,5 м. Загальна довжина дистанції становить один кілометр,  яка долається приблизно за 90 секунд. Часто жокеї злітають з коней на крутих поворотах або при зіштовхненнях, після чого коні часто закінчують верхогони самостійно.

## Історія

### Започаткування перегонів
Найбільш ранні відомості про змагання, що передували верхогонам, відносяться до середньовіччя.
Центральна площа міста була місцем публічних ігор, переважно, кулачних боїв (pugna), лицарських турнірів, а з XVI ст. боїв биків. Кінні перегони (палії алла лунґа), організовані контрадами, районами Сієни, з XIV ст., проводились через усе місто.
Після заборони великим герцогом Тоскани кориди у 1590 р. контради організували перегони на Пьяцца дель Кампо. Перші верхогони влаштовували на биках (буффалате або асінате), а згодом на ослах. Водночас кінні перегони відбувалися в інших місцях. Перше Паліо в сучасному розумінні (так зване паліо тонда алла, на відміну від палії алла лунґа, що проводилося раніше) відбулося в 1656 р.

### Серпневі верхогони
Спочатку перегони проходили щороку 2 липня. Другі змагання, 16 серпня, були започатковані у 1701 р. і проводилися нерегулярно. Серпневі верхогони Паліо делла Ассунта стали важливою частиною святкування Успіння Богородиці
Ці змагання за змогою фінансувала контрада, яка виграла липневі перегони. А з 1802 р. організація і фінансування свята стало головним обов'язком міста.

### Обмеження
У 1729 р. герцогиня Віоланта Беатріс Баварська скоротила кількість контрад до 17. Тоді ж указом обмежувалась до десяти кількість контрад, які могли брати участь у верхогонах, щоби запобігти масовим нещасним випадкам, що траплялися у попередніх змаганнях. 

## 17 контрад
Змагаються тільки 10 із 17 контрад, з яких сім, що не брали участь у попередньому змаганні, і три інших, що обираються за жеребом.
| - Аквіла (Орел) - Бруко (Гусень) - Валдімонтоне або Монтоне (Баран) - Драґо (Дракон) - Джіраффа (Жираф) - Істріче (Дикобраз) | - Кьоччола (Равлик) - Леокорно (Єдиноріг) - Лупа (Вовчиця) - Ніккіо (Мушля) - Ока (Гусак) - Онда (Хвилі) | - Пантера - Сельва (Ліс) - Тартука (Черепаха) - Торре (Вежа) - Чіветта (Сова) |